# Čavoglave
Čavoglave är en ort i Kroatien.   Den ligger i länet Šibenik-Knins län, i den södra delen av landet, 230 km söder om huvudstaden Zagreb. Čavoglave ligger 428 meter över havet och antalet invånare är 199.
Terrängen runt Čavoglave är lite bergig. Runt Čavoglave är det ganska glesbefolkat, med 38 invånare per kvadratkilometer. Närmaste större samhälle är Drniš, 17,0 km nordväst om Čavoglave. Trakten runt Čavoglave består till största delen av jordbruksmark.